# Luc Leblanc
Luc Leblanc (Limoges, 4 de agosto de 1966) es un exciclista francés, profesional desde 1987 hasta 1998.
Uno de los mejores ciclistas franceses de la década de los 90. Notable escalador y buen rodador.
Tras abandonar el ciclismo profesional, Leblanc se dedicó a la radio, como comentarista deportivo.

## Biografía
Leblanc debutó como profesional en 1987 en el equipo de Toshiba ver-La Vie Claire. En su primer año ganó el Premio de Mirebeau y concluyó octavo en la Dauphiné Libéré. Al año siguiente, fue cuarto en la Dauphiné y sexto en la París-Niza. En 1990 fue tercero en la París-Niza con su nuevo equipo el Castorama. En 1991 ganó una etapa en la Midi Libre y terminó la vuelta cuarto. En el mismo año también corrió su primer Tour de Francia donde fue líder y finalizó quinto en la general.
En 1992, Leblanc fue campeón nacional francés, ganó la Midi Libre y fue segundo en la Dauphiné Libéré. 1993 fue una temporada más bien débil, pero en 1994 con su nuevo equipo Festina-Lotus tuvo sus más enérgicos año. En primavera terminó la Vuelta a España sexto y ganó la clasificación de la montaña. Después ganó una etapa del Tour de Francia y fue cuarto en la general.  Luego celebró su mayor éxito hasta la fecha: ganó la carrera individual en los Campeonatos del Mundo en Agrigento. En la siguiente temporada corrió para el equipo Le Groupement. El equipo sufrió importantes problemas financieros, y no recibió de la Dirección del Tour de Francia la invitación para la carrera. Ello dio lugar a que Leblanc como el titular campeón del mundo apenas pudiera participar en las carreras. Cosa que no ha ocurrido muy a menudo.
En el mismo año se trasladó al equipo Polti. En 1996 disputó su sexto Tour de Francia y ganó una etapa. En 1998 terminó su carrera después de haber tenido que abandonar en una etapa del Tour. Anteriormente, Leblanc todavía realizó un ataque en el Col du Galibier lo que hizo que el líder Jan Ullrich se encontrase en peligro.

## Palmarés
| 1986 - Tour de Corrèze 1987 - 2.º en el Campeonato de Francia en Ruta 1988 - Gran Premio de Plouay 1990 - Tour de Haut-Var - G.P. de Wallonie 1991 - 1 etapa del Midi Libre 1992 - Campeonato de Francia en Ruta - Midi Libre, más 2 etapas - 1 etapa de la Dauphiné Libéré | 1994 - Campeonato del Mundo en Ruta - 1 etapa del Tour de Francia - Clasificación de la montaña de la Vuelta a España - 1 etapa de la Euskal Bizikleta 1996 - 1 etapa del Tour de Francia - 1 etapa de la Dauphiné Libéré 1997 - Giro del Trentino 1998 - 2.º en el Campeonato de Francia en Ruta |

## Resultados en Grandes Vueltas y Campeonato del Mundo
| Carrera         | 1987 | 1988 | 1989 | 1990 | 1991 | 1992 | 1993 | 1994 | 1995 | 1996 | 1997 | 1998 |
| --------------- | ---- | ---- | ---- | ---- | ---- | ---- | ---- | ---- | ---- | ---- | ---- | ---- |
| Giro de Italia  | -    | -    | -    | -    | -    | -    | Ab.  | -    | -    | -    | Ab.  | 34º  |
| Tour de Francia | -    | -    | -    | 73.º | 5.º  | Ab.  | -    | 4º   | -    | 6º   | Ab.  | Ab.  |
| Vuelta a España | -    | -    | -    | -    | -    | -    | -    | 6º   | -    | -    | -    | -    |
| Mundial en Ruta | -    | -    | -    | -    | -    | -    | -    | 1º   | -    | -    | -    | -    |

-: no participa

Ab.: abandono

## Reconocimientos
- Bicicleta de Oro Francesa (1994)
- 2.º en la Bicicleta de Oro Francesa (1992)